# فرودگاه اگونار – هج بی اخاموک
فرودگاه اگونار – هج بی اخاموک (به انگلیسی: Aguenar – Hadj Bey Akhamok Airport) (به زبان بومی: Aéroport de Tamanrasset / Aguenar - Hadj Bey Akhamok) یک فرودگاه همگانی با کد یاتا TMR است که یک باند فرود آسفالت دارد و طول باند آن ۳۶۰۰ متر است. این فرودگاه در شهر تمنراست کشور الجزایر قرار دارد و در ارتفاع ۱۳۷۷ متری از سطح دریا واقع شده‌است.

## شرکت‌های هواپیمایی و مقصدهای پروازی
| شرکت‌های هواپیمایی | مقصدهای پروازی                                                                                     |
| ----------------- | -------------------------------------------------------------------------------------------------- |
| هواپیمایی الجزایر | هواری بومدین، برج مختار، ال گولا، نومرات-موفدی زاکاریا، ایلیزی، عین صالح، اس سینیا وهران، عین بیدا |
| طاسیلی ایرلاینز   | هواری بومدین، عین صالح                                                                             |